# Eutrixopsis kufferathi
Eutrixopsis kufferathi är en tvåvingeart som beskrevs av Verbeke 1962. Eutrixopsis kufferathi ingår i släktet Eutrixopsis och familjen parasitflugor. Inga underarter finns listade i Catalogue of Life.